# L'alba di un giorno
L'alba di un giorno (in serbo-croato Јутро?, Jutro, lett. "Mattino") è un film del 1967 diretto da Mladomir Puriša Đorđević. Esponente dell'onda nera jugoslava, ha concorso alla 28ª Mostra internazionale d'arte cinematografica di Venezia, dove il protagonista Ljubiša Samardžić ha vinto la Coppa Volpi per la migliore interpretazione maschile.